# Marines (Spagna)
Marines è un comune spagnolo di 1 396 abitanti situato nella comunità autonoma Valenciana.